# Presidenti della Provincia di Messina
Elenco dei presidenti dell'amministrazione provinciale di Messina.

## Regno d'Italia (1861–1946)

### Governatori (1860–1861)
- Emanuele Pancaldo (14 giugno – dicembre 1860)
- Domenico Piraino (21 gennaio – 16 agosto 1861)
- Antonio Mathieu (16 agosto 1861 – 11 settembre 1862)

### Presidenti del Consiglio provinciale (1861–1928)
- Gaetano Ruggieri (1862-1864)
- Paolo La Spada (1864-1875)
- Calogero Colonna di Cesarò (1875-1876)
- Paolo La Spada (1876-1877)
- Vincenzo Picardi (1877-1890)
- Salvatore Buscemi (12 agosto 1891 – 14 febbraio 1913)
- Ludovico Fulci (1913-?)

### Presidenti della Deputazione provinciale (1889–1928)
| Nº | Nº | Ritratto | Nome                     | Mandato | Mandato | Partito |
| Nº | Nº | Ritratto | Nome                     | Inizio  | Fine    | Partito |
| -- | -- | -------- | ------------------------ | ------- | ------- | ------- |
| 1  |    |          | Paolo Spadaro            | 1889    | 1892    | ?       |
| 2  |    |          | Letterio Gatto Cucinotta | 1892    | 1899    | ?       |
| 3  |    |          | Giuseppe Orioles         | 1899    | 1904    | ?       |
| 4  |    |          | Natoli Scaglione         | 1905    | 1908    | ?       |
| 5  |    |          | Giuseppe Quattrocchi     | 1908    | 1913    | ?       |
| 6  |    |          | Sebastiano Tornatola     | 1913    | 1914    | ?       |
| 7  |    |          | Francesco Imallomeni     | 1914    | ?       | ?       |

## Repubblica Italiana (1946–2015)

### Presidenti della Provincia (1970–2013)

#### Eletti dal consiglio provinciale (1970–1994)
| Nº            | Ritratto         | Ritratto | Nome              | Mandato              | Mandato          | Partito              | Elezione             |
| Nº            | Ritratto         | Ritratto | Nome              | Inizio               | Fine             | Partito              | Elezione             |
| ------------- | ---------------- | -------- | ----------------- | -------------------- | ---------------- | -------------------- | -------------------- |
|               |                  |          | ?                 | ?                    | ?                | ?                    | ?                    |
|               |                  |          | Giuseppe Campione | 5 aprile 1979        | 10 marzo 1981    | Democrazia Cristiana | 1975                 |
| 1980          |                  |          | Giuseppe Campione | 5 aprile 1979        | 10 marzo 1981    | Democrazia Cristiana |                      |
|               |                  |          | ?                 | ?                    | ?                | ?                    | ?                    |
|               |                  |          | Giuseppe Naro     | 7 ottobre 1986       | 4 luglio 1990    | Democrazia Cristiana | 1985                 |
| 4 luglio 1990 | 20 novembre 1992 | 1990     | Giuseppe Naro     |                      |                  | Democrazia Cristiana |                      |
|               |                  | 1990     |                   | Sebastiano Coglitore | 20 novembre 1992 | 25 maggio 1993       | Democrazia Cristiana |
|               |                  | 1990     |                   | Amelia Ioli Gigante  | 25 maggio 1993   | 22 giugno 1994       | Democrazia Cristiana |

#### Eletti direttamente dai cittadini (1994–2013)
| Nº             | Nº             | Ritratto | Nome               | Mandato        | Mandato        | Partito                       | Elezione |
| Nº             | Nº             | Ritratto | Nome               | Inizio         | Fine           | Partito                       | Elezione |
| -------------- | -------------- | -------- | ------------------ | -------------- | -------------- | ----------------------------- | -------- |
|                |                |          | Giuseppe Buzzanca  | 22 giugno 1994 | 25 maggio 1998 | Alleanza Nazionale            | 1994     |
| 25 maggio 1998 | 28 maggio 2003 | 1998     | Giuseppe Buzzanca  |                |                | Alleanza Nazionale            |          |
|                |                |          | Salvatore Leonardi | 28 maggio 2003 | 17 giugno 2008 | Indipendente di centro-destra | 2003     |
|                |                |          | Giovanni Ricevuto  | 17 giugno 2008 | 18 giugno 2013 | Indipendente di centro-destra | 2008     |

### Commissari straordinari regionali (2013–2015)
| Nominativo        | Mandato         | Mandato         |
| Nominativo        | Inizio          | Fine            |
| ----------------- | --------------- | --------------- |
| Filippo Romano    | 18 giugno 2013  | 31 ottobre 2014 |
| Giuseppe Petralia | 31 ottobre 2014 | 3 dicembre 2014 |
| Filippo Romano    | 3 dicembre 2014 | 8 aprile 2015   |
| Giuseppe Petralia | 8 aprile 2015   | 24 aprile 2015  |
| Filippo Romano    | 24 aprile 2015  | 4 agosto 2015   |